# Game.com
Game.com (стилизованно game.com) — портативная игровая консоль пятого поколения, выпущенная Tiger Electronics в сентябре 1997 года. В отличие от других портативных игровых консолей, в первые консоли Game.com включены два слота для картриджей игре и возможность подключения к модему 14,4 кбит/с. Позднее модели вернулись к одному слоту картриджа. Также является первой портативной консолью с сенсорным экраном.
Уменьшенная версия Game.com Pocket Pro была выпущена в середине 1999 года.
Game.com был продан в количестве менее 300 000 единиц и выпуск был прекращен в 2000 году из-за плохих продаж.

## Игры

### Выпущенные игры
- Batman & Robin
- Centipede
- Duke Nukem 3D
- Fighters Megamix
- Frogger
- Henry
- Indy 500
- Jeopardy!
- Lights Out
- Monopoly
- Mortal Kombat Trilogy
- Quiz Wiz: Cyber Trivia
- Resident Evil 2
- Scrabble
- Sonic Jam
- Tiger Casino
- The Lost World: Jurassic Park
- Wheel of Fortune
- Wheel of Fortune 2
- Williams Arcade Classics

### Отмененные игры
- A Bug’s Life
- Castlevania: Symphony of the Night
- Command & Conquer: Red Alert
- Deer Hunter
- Holyfield Champion Boxing (planned to include “Real Feel” force feedback in cart)
- Furbyland
- Giga Pets Deluxe
- Godzilla
- The Legend of the Lost Creator
- Madden 98
- Metal Gear Solid
- Mutoids
- Name That Tune
- Nascar Racing
- NBA Hangtime
- Shadow Madness
- Sonic 3D Blast
- Small Soldiers
- Turok: Dinosaur Hunter
- WCW Whiplash

## Технические характеристики
|                | Game.com | Game.com Pocket Pro |
| Размер (ДxШxГ) | 190 х 108 х 19 мм (7.48" × 4.25" × 0.75") | 140 х 86 х 28 мм (5.5" × 3.4" × 1.1") |
| Процессор      | Sharp SM8521 8-Bit CPU; 10 MHz | Sharp SM8521 8-Bit CPU; 10 MHz |
| Дисплей        | 200 x 160; 3.5" | 200 x 160; 2.8". Некоторые модели с подсветкой |
| Тачскрин       | Тачскрин с сеткой 12 x 10 точек | Тачскрин с сеткой 12 x 10 точек |
| Цветность      | Черно-белая с 4 оттенками серого | Черно-белая с 4 оттенками серого |
| Аудио          | Monaural. Total of four audio channels: two 4-bit waveform generators (each with its own frequency, volume control and waveform data), one noise generator, and one direct 8-bit PCM output channel. | Monaural. Total of four audio channels: two 4-bit waveform generators (each with its own frequency, volume control and waveform data), one noise generator, and one direct 8-bit PCM output channel. |
| Питание        | 4 AA батарейки или адаптер переменного тока | 2 AA батарейки или адаптер переменного тока |
| Порты          | - Serial Comm Port for the compete.com cable, internet cable and weblink cable - 3.5 mm Audio Out Jack for headphones - DC9 V in (AC Adapter) - 2 cartridge slots (1 on the Pocket Pro)              | - Serial Comm Port for the compete.com cable, internet cable and weblink cable - 3.5 mm Audio Out Jack for headphones - DC9 V in (AC Adapter) - 1 cartridge slots                                    |
| Кнопки         | - Питание - Action (A, B, C, D) - 3 Function (Menu, Sound, Pause) - 1 Eight-way Directional Pad - Volume - Contrast - Reset (On system's underside)                                                  | - Питание - Action (A, B, C, D) - 3 Function (Menu, Sound, Pause) - 1 Eight-way Directional Pad - Volume - Contrast - Reset (On system's underside)                                                  |